# Sex hat keine Macht
Sex hat keine Macht (ted. Il sesso non ha potere) è il terzo singolo tratto dall'ottavo album della band tedesca industrial metal OOMPH!. La copertina riprende lo stesso stile dei due singoli precedenti, ovvero ritraendo la band in uno screenshot tratto dal video.

## Tracce[5]
1. Sex Hat Keine Macht (Single version) 3:40
2. Tausend Neue Lügen 3:56
3. Sex Hat Keine Macht (Transporterraum Remix) 5:41
4. The World Is Yours 5:35

- Sex hat Keine Macht (Video) 3:57

## Video
Il video si basa su L'esorcista e inizia con l'arrivo della band da un prete. Dero si informa e va con Crap e Flux in una vecchia casa dove c'è una ragazza che sembra essere possessata da una forza maligna. La band tenta di compiere un esorcismo e sembra riuscirci. Alla fine del video si nota Dero che è legato al letto e denudato solo con quella ragazza nella stanza, la quale torce la testa di 180°, sebbene il suo riflesso nello specchio sia dritto.